# Choc pétrolier
L'expression « choc pétrolier » fait référence aux conséquences sur l'économie mondiale d'une modification brutale de l'offre de pétrole (choc d'offre) combinant hausse du prix et augmentation de la consommation et/ou baisse de la production.
On distingue trois crises différentes apparues en 1973, 1979 et 2008. Le début des années 2000 a également vu une importante augmentation du prix du pétrole mais sans atteindre la brutalité et les conséquences des trois crises précitées et n'est donc pas considéré comme un « choc pétrolier » à proprement parler.
Les causes et conséquences de chacune de ces crises sont différentes, mais de nombreux spécialistes craignent une répétition de ces crises en raison de la dépendance accrue de l'économie mondiale au pétrole parallèlement à une diminution certaine des réserves naturelles de pétrole.

Historique des prix du pétrole de 1861 à 2007 en « dollar constant ».

## Trois principaux chocs pétroliers

### Premier choc pétrolier (1973)
On parle de « premier choc pétrolier » pour identifier l'augmentation massive du prix du pétrole due en particulier au fait que les États-Unis ont passé leur pic de production en 1971, cela suivi de l'abandon de Bretton Woods et d'une dévaluation du dollar ajoutant à la pression haussière sur le baril (qui provoquera par ricochet l'instabilité monétaire des années 1975-1985) alors que l'embargo arabe lié à la guerre du Kippour d'octobre 1973 jugule l'importation de brut.

### Deuxième choc pétrolier (1979)
Le deuxième choc pétrolier s'est produit en 1979. On parle de « second choc pétrolier » pour qualifier le second cycle de hausses des prix. Sous les effets conjugués de la Révolution iranienne, de la fuite du Shah, de la prise de pouvoir de l'Ayatollah Khomeini et de la guerre Iran-Irak, le prix du pétrole est multiplié par 2,7 (passant de 13 dollars à 30 dollars le baril) entre la mi-1978 et 1980, ce qui déclenche aux États-Unis la crise monétaire de 1980.

### Troisième choc pétrolier (2008)?

Prix du pétrole « Brent » de 1988 à fin 2014.

Dans la première partie de l'année 2008, on constate à nouveau une envolée surprise des prix du pétrole, le baril atteignant 147 dollars pour ensuite replonger brutalement à la fin de 2008 et au début de 2009, atteignant un creux de 40 dollars avant de rebondir. Ce choc pétrolier fut essentiellement dû à une spéculation débridée, comme le montre, entre autres, l'étude de Masters Capital Management fin 2008.

### Fin du pétrole bon marché
Malgré les multiples alarmes de certains scientifiques et les prédictions de King Hubbert sur le pic pétrolier (peak oil) que beaucoup d'experts situaient dans les années 2010-2012, les États ne semblent pas vouloir vraiment préparer l'après-pétrole. Au début de 2010, c'est l'armée américaine qui tire le signal d'alarme, suivie fin juillet 2010 par un rapport encore plus alarmiste de l'armée allemande.
Ces prévisions ont été contredites par la baisse du prix du pétrole de 2014-2016.[à vérifier]

### Crise énergétique de 2021-2022
Le prix du baril de pétrole est supérieur à 100 dollars en avril 2022.

## Causes et conséquences

### Pic de production des États-Unis

Courbes de production et d'importation des États-Unis.

Pour les historiens du marché du pétrole et les spécialistes de l'industrie, la raison du premier choc pétrolier est tout simplement le fait que les États-Unis, premier producteur de l'époque, ont passé leur pic de production en 1971 (avant l'abandon de Bretton-Woods).

### Situation économique générale avant les hausses
Avant les hausses de prix du pétrole causées par les chocs pétroliers de 1973 et 1979, l'économie mondiale se trouvait dans une situation relativement différente, caractérisée par certaines tendances économiques spécifiques.
1. Situation économique avant le choc pétrolier de 1973 :
A. Contexte économique global (années 1960 et début des années 1970)
Croissance économique soutenue : Les années 1960 et le début des années 1970 ont été marquées par une forte croissance économique dans les pays industrialisés, notamment en Europe de l'Ouest, aux États-Unis, et au Japon. Cela faisait suite à la période de reconstruction après la Seconde Guerre mondiale. L’économie mondiale, sous l’effet de la croissance industrielle, connaissait un développement rapide.
Stabilité énergétique : Avant 1973, le prix du pétrole était relativement bas et stable. Le pétrole, principalement fourni par les pays du Moyen-Orient et de l’OPEP (Organisation des pays exportateurs de pétrole), était abondant et peu coûteux. La production pétrolière était en forte croissance, ce qui facilitait l’industrialisation rapide et les besoins énergétiques croissants des pays développés.
Expansion des économies occidentales : L'Occident, principalement les États-Unis et les pays d'Europe de l'Ouest, profitait de cette stabilité énergétique pour poursuivre une expansion économique rapide. Les entreprises augmentaient leur production, l’emploi était élevé, et le niveau de vie s’améliorait dans ces pays.
Baisse des prix des produits de base : En plus de la stabilité des prix du pétrole, les prix des matières premières étaient relativement bas, ce qui permettait aux industries de maintenir une production bon marché et compétitive.
B. Systèmes monétaires et inflation
Système de Bretton Woods : Le système de Bretton Woods, mis en place après la Seconde Guerre mondiale, était basé sur des monnaies fixes par rapport au dollar américain, avec une parité qui était soutenue par les réserves en or. Cependant, ce système monétaire commençait à montrer des signes de faiblesse, notamment avec l'augmentation de la demande en dollars et les déficits commerciaux croissants des États-Unis. En 1971, le président Nixon a suspendu la convertibilité du dollar en or, ce qui a progressivement mené à l'abandon de ce système.
Inflation modérée : Avant 1973, l’inflation était relativement faible dans les pays développés, bien que des tensions commencent à émerger dans certains pays, particulièrement aux États-Unis, où l’inflation était un problème croissant à la fin des années 1960 en raison des dépenses militaires liées à la guerre du Vietnam et des dépenses publiques.
C. Contexte géopolitique et énergétique
Problèmes liés à la dépendance énergétique : Avant le choc pétrolier, les pays occidentaux étaient fortement dépendants du pétrole provenant de pays comme l'Arabie Saoudite, le Venezuela, l'Iran, et d'autres pays du Moyen-Orient. Cette dépendance avait commencé à inquiéter les gouvernements occidentaux, mais ils n'avaient pas encore mis en place de stratégies efficaces pour diversifier leurs sources d'approvisionnement énergétique.
Relations avec l'OPEP : L'OPEP, créée en 1960, était un cartel visant à réguler la production de pétrole et à maintenir des prix élevés. Cependant, elle n'avait pas encore l'influence totale qu'elle exercerait après le choc de 1973.
2. Chocs pétroliers de 1973 et 1979 :
A. Choc pétrolier de 1973
En 1973, un événement majeur a bouleversé l’économie mondiale : l’embargo pétrolier imposé par l'OPEP, en réponse au soutien militaire des États-Unis à Israël lors de la guerre du Yom Kippour. Cela a entraîné une réduction de l'offre de pétrole sur le marché mondial et une flambée des prix, avec des hausses de 300 %.
B. Conséquences immédiates :
Inflation massive : Les prix du pétrole ont quadruplé, provoquant une forte inflation dans les pays consommateurs de pétrole. Les coûts de production ont augmenté, affectant de nombreux secteurs économiques, en particulier l'industrie et les transports.
Ralentissement économique : La forte hausse des coûts a entraîné un ralentissement de la croissance économique. De nombreuses économies, notamment en Europe et aux États-Unis, ont plongé dans une récession économique, marquée par des taux de chômage élevés et une diminution de la production industrielle.
C. Choc pétrolier de 1979
Un autre choc pétrolier majeur a eu lieu en 1979, après la révolution iranienne, qui a déstabilisé l'exportation de pétrole iranien. Bien que l'embargo ne soit pas aussi large que celui de 1973, les prix ont de nouveau augmenté, exacerbant les tensions économiques.

Conclusion de la situation avant la hausse des prix :
Avant les hausses de prix pétroliers, les économies mondiales étaient en pleine expansion, alimentées par une énergie relativement bon marché. Cependant, cette dépendance au pétrole a créé une vulnérabilité importante face aux chocs pétroliers, qui ont révélé les faiblesses structurelles des économies industrialisées et ont forcé ces dernières à repenser leur politique énergétique, leurs stratégies de diversification et leur gestion des crises géopolitiques.
Avant le choc pétrolier de 1973 le prix du pétrole est si bas que certains États (dont la France) favorisent le « tout pétrole » et la voiture en délaissant les transports en commun et les véhicules électriques

### Décisions des cartels pétroliers
Les décisions des cartels pétroliers, en particulier celles de l'Organisation des pays exportateurs de pétrole (OPEP), ont eu des effets considérables sur l'économie mondiale, notamment à travers les chocs pétroliers de 1973 et de 1979. Voici un aperçu des décisions clés prises par les cartels pétroliers et leurs conséquences.
1. L'OPEP : une organisation stratégique pour contrôler l'offre de pétrole
L’OPEP, fondée en 1960, regroupe plusieurs pays producteurs de pétrole, principalement situés au Moyen-Orient, mais aussi en Afrique et en Amérique latine. L’objectif principal de l'OPEP est de coordonner et d’unifier les politiques pétrolières des pays membres, notamment en ce qui concerne la production et les prix du pétrole.
L'une des stratégies de l'OPEP a été de contrôler l'offre de pétrole pour influencer les prix mondiaux. Les décisions concernant l'offre étaient prises par l’OPEP lors de réunions périodiques, en fonction des besoins économiques de ses membres, de la demande mondiale, mais aussi des contextes géopolitiques.
2. Les décisions importantes des cartels pétroliers avant et pendant les chocs pétroliers
A. Avant 1973 : Une politique de prix stables
Avant 1973, l'OPEP n'exerçait pas une pression aussi forte sur les prix du pétrole, bien qu'elle ait existé depuis 1960. À cette époque, les prix du pétrole étaient relativement bas et les producteurs cherchaient à maintenir une production stable et à éviter les fluctuations brutales.
B. Le choc pétrolier de 1973 : Décision d’un embargo et réduction de l'offre
Le choc pétrolier de 1973 a été déclenché par une décision de l'OPEP dans un contexte géopolitique très tendu. En réponse au soutien militaire des États-Unis à Israël lors de la guerre du Yom Kippour, les membres de l'OPEP, dirigés par des pays comme l'Arabie Saoudite, ont pris une décision radicale : l’embargo pétrolier contre les pays occidentaux, principalement les États-Unis, les Pays-Bas et le Royaume-Uni.
Les décisions clés prises pendant cette période comprennent :
1. Réduction de la production de pétrole : L'OPEP a réduit sa production de pétrole, entraînant une réduction significative de l'offre mondiale. Cela a été un levier majeur pour augmenter les prix du pétrole.
2. Hausse des prix : En raison de la réduction de l'offre, les prix du pétrole ont quadruplé, augmentant de 3 dollars le baril à plus de 12 dollars en quelques mois.
3. Embargo pétrolier : L’OPEP a suspendu les exportations de pétrole vers les pays qui soutenaient Israël pendant la guerre du Yom Kippour. Cela a eu un effet dramatique sur les économies occidentales qui dépendaient du pétrole importé.
4. Création d'un monopole pétrolier mondial : Avec cette décision, l'OPEP est devenue un acteur central du marché mondial du pétrole, et ses décisions ont immédiatement influencé les prix sur les marchés mondiaux.
C. Les effets du choc pétrolier de 1973 :
Inflation et récession : La hausse des prix du pétrole a entraîné une inflation rapide dans les pays consommateurs, ce qui a affecté le pouvoir d'achat des populations et a entraîné une récession dans plusieurs économies industrialisées.
Réajustement des politiques économiques : Les pays consommateurs ont dû réajuster leurs politiques énergétiques et économiques pour faire face à cette crise énergétique. Des mesures d’austérité, de rationnement de l’énergie, et des politiques visant à encourager la recherche de sources d'énergie alternatives ont été mises en place.
D. Le choc pétrolier de 1979 : La décision liée à la révolution iranienne
En 1979, un nouveau choc pétrolier a été provoqué par la révolution iranienne, qui a renversé le shah d'Iran, un grand producteur de pétrole. La révolution a déstabilisé les exportations de pétrole de l'Iran et a entraîné une nouvelle hausse des prix. L’OPEP a alors pris plusieurs décisions qui ont exacerbé la crise :
1. Réduction de l'offre : L'OPEP a encore réduit sa production, accentuant la pénurie de pétrole sur le marché mondial.
2. Flambée des prix : Le prix du pétrole a de nouveau augmenté, atteignant des niveaux encore plus élevés qu'après le choc de 1973. Le prix du baril est passé de 13 dollars à près de 40 dollars en quelques mois.
3. Instabilité géopolitique : La situation en Iran a aggravé l’instabilité géopolitique au Moyen-Orient, créant des incertitudes sur les approvisionnements en pétrole, ce qui a renforcé les prix.
E. Les conséquences économiques du choc de 1979 :
Poussée inflationniste : Comme en 1973, la hausse des prix du pétrole a entraîné une inflation rapide, ce qui a ajouté des pressions économiques dans les pays consommateurs.
Ralentissement économique mondial : L'augmentation des coûts de l'énergie a provoqué un ralentissement de la croissance économique dans de nombreux pays, en particulier dans les pays industrialisés.
Répercussions géopolitiques : Les tensions géopolitiques au Moyen-Orient sont devenues un enjeu crucial pour les pays consommateurs, qui ont pris des mesures pour diversifier leurs sources d’approvisionnement et rechercher des alternatives énergétiques.
---
3. Conclusion sur les décisions des cartels pétroliers
Les décisions prises par l’OPEP et d'autres cartels pétroliers pendant les chocs pétroliers ont eu un effet majeur sur l'économie mondiale. En contrôlant l'offre de pétrole, l'OPEP a réussi à manipuler les prix de manière à maximiser les revenus de ses membres, mais cela a également entraîné des conséquences dramatiques pour les pays consommateurs, avec des effets négatifs sur l’inflation, la croissance économique et la stabilité géopolitique mondiale.
Ces événements ont montré l'importance du pétrole dans l'économie mondiale et ont poussé de nombreux pays à revoir leurs stratégies énergétiques et géopolitiques pour éviter de telles dépendances à l'avenir.

### Effets de la hausse radicale des prix pétroliers
À la suite de l'inflation du prix du carburant en 2008, le volume de carburant consommé en France a diminué entre juillet 2007 et juillet 2008. Pour la première fois en trois décennies, la consommation a baissé d'une année sur l'autre. Cette chute sans précédent remet en doute pour la première fois de l'histoire le caractère inélastique de la demande de carburant.
Les États-Unis, premier pays consommateur de pétrole, enregistrent eux aussi pour la première fois une baisse significative de la consommation au début de l'été 2008. En effet, la hausse du prix du brut jumelée aux faiblesses du dollar américain ont entrainé un doublement du prix du carburant pour les particuliers sur une période de moins d'un an.
C'est cette dernière annonce qui amorcera la chute du brut à partir d'août 2008, avant d'être suivie par les effets de la Crise économique de 2007-2010.

## Description économique du phénomène
Toute variation brutale ne provoque pas nécessairement un choc : il faut que cette variation oblige les agents économiques à prendre des mesures immédiates, qui auront un effet sensible sur d'autres opérateurs et les forceront, à leur tour, à prendre d'autres décisions cruciales, qui en entraîneront d'autres à leur tour, etc. L'inélasticité de la demande de pétrole à court terme favorise cependant les chocs.
Ainsi, dans les pays importateurs, une forte hausse du prix du pétrole augmente les coûts de production de certaines entreprises, hausse à laquelle elles répondent si possible par une baisse de consommation, par une hausse de leurs prix de vente, ou en dernier lieu par des réductions d'activité et d'emploi. Tout cela se répercute dans toute l'économie, et au passage, certains opérateurs se retrouvent en difficulté, amplifiant les problèmes. À terme, l'économie retrouve un nouvel état d'équilibre, où la consommation de pétrole est inférieure.
À l'inverse, dans ces pays, une forte baisse des prix de même ampleur se traduit par une baisse des prix de revient, une hausse des profits, et éventuellement une hausse de l'activité et de l'emploi. Tout cela se fait à la satisfaction générale et s'étale dans le temps, ce qui ne provoque pas de choc. Mais les pays exportateurs subissent, eux, un choc (Contre-choc pétrolier) qui peut se répercuter dans toute la planète financière, avec des effets négatifs (mais limités) même dans les pays importateurs.
Les combustibles étant consommés d'une façon relativement régulière et répartie dans le monde, et la production des combustibles fossiles autres que le pétrole étant également relativement moins concentrée, ce sont les ajustements de la production du pétrole qui sont le phénomène initial.
La règle économique de l'offre et de la demande fait baisser les prix en période d'abondance et les fait monter en cas de restrictions. Les facteurs politiques (mécontentement de l'État, intervention politique du Kremlin dans les affaires pétrolières russes, etc.) sont très importants.
La hausse des prix pour une ressource énergétique possède une limite théorique : dès lors qu'il faut plus d'énergie pour aller chercher la ressource que celle-ci ne peut en fournir une fois extraite, aucun prix, quel qu'il soit, ne peut justifier son exploitation. Le pétrole peut, théoriquement toujours, dépasser cette limite, car même s'il est remplaçable en tant que source d'énergie, il reste pour le moment indispensable comme matière première de la pétrochimie.
Depuis la parabole du voyageur de Calais de Maurice Allais, lauréat du Prix de la Banque de Suède en sciences économiques en mémoire d'Alfred Nobel, les économistes aiment à calculer le prix de renouvellement d'une ressource. Le seul moyen naturel de renouveler le pétrole consiste à chauffer sous pression et en présence d'eau des débris organiques pendant plusieurs millénaires. Sa synthèse a toutefois été réalisée durant la Seconde Guerre mondiale par les savants allemands. Le prix actuel du pétrole est très inférieur à son coût théorique de renouvellement ; l'essence synthétique reste encore plus chère que le pétrole.

## Chronologies des principaux chocs pétroliers
- 1973 : Premier choc pétrolier (guerre du Kippour)
- 1979 : Deuxième choc pétrolier (révolution iranienne)
- 2008 : Troisième choc pétrolier
- 2021-2022 : Crise énergétique mondiale de 2021-2022